# Serra de Costuix (Lladorre)
La Serra de Costuix és una serra situada al municipi de Lladorre a la comarca del Pallars Sobirà, amb una elevació màxima de 2.557 metres.